# Yacimientos Petrolíferos Fiscales Bolivianos
Yacimientos Petrolíferos Fiscales Bolivianos (YPFB) és una empresa pública boliviana dedicada a l'exploració, explotació, destil·lació i venda del petroli i els seus productes derivats, creada el 21 de desembre de 1936.
Parcialment privatitzada i relegada de la producció a partir de 1997, fou refundada l'1 de maig de 2006 pel govern d'Evo Morales amb la nacionalització dels hidrocarburs i conseqüentment totes les etapes del procés productiu.